# Streit um den Namen Mazedonien

Situation vor der Beilegung des Namensstreits:
Republik Mazedonien
Griechische Region Makedonien

Der Streit um den Namen Mazedonien war ein Konflikt zwischen den Staaten Griechenland und der damaligen Republik Mazedonien um die Nutzung des Namens Mazedonien bzw. Makedonien. Die Auseinandersetzung begann 1991 mit der Unabhängigkeitserklärung der jugoslawischen Teilrepublik Mazedonien unter dem Namen Republik Mazedonien (mazedonisch Република Македонија, transkribiert Republika Makedonija).
Griechenland hatte als Grund für den Protest befürchtete Gebietsansprüche Mazedoniens auf die griechische Region Makedonien (griechisch Μακεδονία, transkribiert Makedonía) angegeben. Solange Mazedonien als Sozialistische Republik Mazedonien eine Teilrepublik Jugoslawiens war, hatte Griechenland keinen Einspruch erhoben.
Die Republik Mazedonien verwendete im internationalen Verkehr meist die Bezeichnung The former Yugoslav Republic of Macedonia (F.Y.R.O.M., deutsch „Die ehemalige jugoslawische Republik Mazedonien“). Unter diesem provisorischen Namen wurde die Republik Mazedonien auch von den Vereinten Nationen anerkannt, wobei Griechenland und Mazedonien aufgefordert wurden, eine friedliche Einigung im Namenskonflikt zu finden.
Der Streit war vor allem für die Republik Mazedonien von Nachteil. Griechenland blockierte unter anderem den von der Regierung in Skopje angestrebten Beitritt Mazedoniens zur NATO und zur Europäischen Union. 1994/1995 verhängte Griechenland als Höhepunkt des Konflikts ein Embargo gegen Mazedonien. Später hatte er wirtschaftlich keine wahrnehmbaren Auswirkungen mehr. Griechische Unternehmen galten (Stand 2009) als der wichtigste Investor in Mazedonien.
Nach politischen Verhandlungen wurde im Januar 2019 eine Lösung im Namensstreit gefunden.
Am 12. Juni 2018 einigten sich die beiden Regierungschefs Zoran Zaev und Alexis Tsipras auf eine Kompromisslösung, nach der die Republik Mazedonien ihren bisherigen Staatsnamen in Република Северна Македонија/Republika Severna Makedonija (deutsch Republik Nordmazedonien) ändern soll. Nach dem Ort der Unterzeichnung im grenznahen Dorf Psarades, Gemeinde Prespes am Prespasee, wird die Vereinbarung Prespa-Abkommen oder Prespa-Vertrag genannt. Sie musste jedoch vor Inkrafttreten noch vom griechischen Parlament und einem mazedonischen Referendum bestätigt werden. Der mazedonische Präsident Gjorge Ivanov kündigte am Tag darauf an, einen solchen Kompromiss unter keinen Umständen zu unterstützen oder zu unterschreiben.
Das mazedonische Parlament beschloss am 11. Januar 2019 die Namensänderung in „Nordmazedonien“, am 25. Januar 2019 stimmte auch das griechische Parlament dem Abkommen zur Umbenennung Mazedoniens zu. Am 12. Februar 2019 trat die Namensänderung offiziell in Kraft.

## Entwicklung des Konfliktes
Der Name der ehemals von den antiken Makedonen besiedelten historischen Region Makedonien ist über die Jahrtausende erhalten geblieben und von allen Einwohnern dieser Region benutzt worden. Der Name der 148 v. Chr. eingerichteten römischen Provinz Macedonia blieb auch als byzantinische Diözese bewahrt. Nach der slawischen Landnahme im 6. Jahrhundert wurden die dorthin zugewanderten Slawen in Verwaltungsakten des Byzantinischen Reiches ebenfalls nach der Region benannt. Das mittelalterliche Mazedonien umfasste jedoch eine andere Region, mit der Stadt Adrianopel als Zentrum, im heutigen Thrakien.
Erst die Osmanen bezeichneten zu verschiedenen Zeiten ihre Provinz Rumelien als Makedonien.
Symbolgehalt für den Freiheitswillen der vor allem slawischen Bevölkerung Makedoniens erhielt dieser Name durch die seit 1893 tätigen Bulgarischen Makedonien-Adrianopeler Revolutionären Komitees (seit 1919 bekannt unter dem Namen Innere Mazedonische Revolutionäre Organisation, kurz IMRO) und den von ihnen initiierten Ilinden-Preobraschenie-Aufstand 1903 gegen die osmanische Herrschaft.
Nach der Eroberung der südlichen Teile der geographischen Region Makedonien im Ersten Balkankrieg 1912 durch Griechenland wurde für diese Gebiete die Verwaltungseinheit Generalgouvernement Makedonien (Geniki Diikisi Makedonias) mit Sitz in Thessaloniki eingerichtet; erster Generalgouverneur war ab Ende Oktober 1912 Konstantinos Raktivan. Im Juli 1928 wurde der Generalgouverneur Makedoniens als Minister für das Generalgouvernement Thessaloniki durch Ministerpräsident Eleftherios Venizelos in den Ministerrang erhoben. Das Generalgouvernement Makedonien wurde weiter untergliedert in Westmakedonien, Zentralmakedonien und Ostmakedonien, wobei die Generalgouverneure Westmakedoniens sowie Ostmakedoniens keinen Ministerrang in der griechischen Regierung bekleideten. Im weiteren Verlauf bis 1944 hatten die „Gouvernements“ (Diamérisma, διαμέρισμα) Westmakedonien und Thrakien (einschl. Ostmakedonien) wie auch die Gouvernements der Insel Kreta und der Region Epiros mehr politische Kompetenzen als die schon vor dem Krieg bestehenden restlichen sieben Gouvernements Griechenlands. Diese hatten einen eher symbolischen Charakter und ihnen oblagen kaum Verwaltungskompetenzen. Diese Verwaltungsstruktur bestand bis Januar 1945: Ministerpräsident Nikolaos Plastiras ernannte damals drei stellvertretende Minister (vgl. Staatssekretäre in Deutschland) zu Generalgouverneuren von Westmakedonien, Zentralmakedonien und Ostmakedonien.
Nach dem Ende des Griechischen Bürgerkriegs wurden mit dem Amtsantritt der Regierung Sophoklis Venizelos 1950 die drei Generalgouvernements im griechischen Makedonien aufgelöst und zum Generalgouvernement Nordgriechenland zusammengefasst. Im Oktober 1955 wurde mit der Regierung Konstantinos Karamanlis ein Ministerium für Nordgriechenland geschaffen, welches unverändert bis in die Gegenwart besteht. 1987 wurden im Zusammenhang mit EG-Förderprogrammen („Europa der Regionen“) in Griechenland sogenannte „Entwicklungsregionen“ gebildet: die drei auf dem Gebiet Makedoniens neugegründeten Verwaltungsregionen (Periferies) erhielten die Namen „West-“, „Ost-“ bzw. „Zentralmakedonien“. 1985 wurde das Ministerium für Nordgriechenland in Ministerium für Makedonien und Thrakien umbenannt (nach dessen eigenen Angaben), während das Generalsekretariat der griechischen Regierung die Umbenennung für 1987 angibt. Unabhängig von der Gliederung in Verwaltungseinheiten wurde der griechische Teil Makedoniens als geographische Region Griechenlands und teilweise auch als politische Region Griechenlands aufgefasst.

Flagge der Jugoslaw. Sozialistischen Republik Mazedonien 1945–1992

Innerhalb der Sozialistischen Föderativen Republik Jugoslawien gab es von 1944 bis 1991 eine Teilrepublik namens Mazedonien für das Staatsvolk der „Mazedonier“, gegen deren Benennung Griechenland nach eigener Darstellung aufgrund des griechischen Bürgerkrieges (1945 bis 1949), später aufgrund geopolitischer Zwänge, die sich durch die Rolle Jugoslawiens im Kalten Krieg ergaben, keinen Einspruch erhob.

Flagge der Republik Mazedonien 1992–1995

Flagge der Republik Mazedonien seit 1995

Als 1991 die jugoslawische Teilrepublik Mazedonien ihre Unabhängigkeit erklärte (Zerfall Jugoslawiens) und historische – nach griechischer Auffassung hellenistische – Namen und Symbole (Flaggenstreit um den Stern von Vergina) benutzte, protestierte die griechische Regierung und verweigerte die diplomatische Anerkennung des neuen Landes. Griechenland saß als NATO- und EU-Mitglied am längeren Hebel, da es die diplomatische Anerkennung der Republik Mazedonien in diesen Organisationen blockieren konnte und auch seine Zustimmung zu einer Aufnahme Mazedoniens in die EU und ebenso in die NATO von einer Lösung der Namensfrage abhängig machte.
Die erste Verfassung der jungen Republik Mazedonien vom 17. November 1991 enthielt einige missverständliche Formulierungen. So war im Artikel 3 von möglichen Grenzänderungen in Übereinstimmung mit der Verfassung die Rede, und Artikel 49 trug der Republik auf, für den Status und die Rechte der Angehörigen des „mazedonischen Volkes“ in Nachbarstaaten zu sorgen und die dortige Minderheiten in ihrer kulturellen Entwicklung zu unterstützen und zu fördern.
Auf Druck Griechenlands und der Europäischen Gemeinschaft wurde am 6. Januar 1992 Artikel 3 der mazedonischen Verfassung, der die Unverletzlichkeit der mazedonischen Grenzen erklärt, um den Satz ergänzt: „Die Republik Mazedonien hat keine territorialen Ansprüche gegenüber benachbarten Staaten“ sowie um eine Formulierung, wonach Grenzänderungen nur auf der Basis der Freiwilligkeit und gemäß internationalen Normen möglich sein sollten. Artikel 49 wurde um die Bestimmung ergänzt, dass sich Mazedonien nicht in souveräne Rechte anderer Staaten und in ihre inneren Angelegenheiten einmischen werde. Am 11. Januar 1992 verpflichtete sich der mazedonische Außenminister, auf jegliche feindliche Propaganda gegenüber Griechenland zu verzichten.
Trotz des Namenskompromisses die ehemalige jugoslawische Republik Mazedonien war Griechenland wegen der Flagge weiterhin unzufrieden, verhängte am 16. Februar 1994 eine Handelsblockade und schloss seine Grenze zu Mazedonien. Die Sanktionen wurden 1995 nach Unterzeichnung einer von den Vereinten Nationen seit 1993 betriebenen vorübergehenden Übereinkunft vom 13. September 1995 aufgehoben, nachdem Mazedonien in seiner Flagge den Stern von Vergina durch eine achtstrahlige, stilisierte Sonne ersetzt hatte. Griechenland beanspruchte 1995 bei der Weltorganisation für geistiges Eigentum die exklusiven internationalen Rechte für den Stern von Vergina.
Unter der Vermittlung der UNO begannen beide Länder Verhandlungen über den endgültigen Namen Mazedoniens. Trotz des UNO-Vorschlags Republika Makedonija-Skopje lehnen die meisten Griechen die Verwendung des Wortes Mazedonien zur Bezeichnung der Nachbarrepublik ab. Seit der Unabhängigkeit von 1991 bezeichnen sie das Nachbarland umgangssprachlich nach der Hauptstadt des Landes als Skopje (griech. Σκόπια/Skópia), seine Bewohner als Skopianer (griech. Σκοπιανοί/Skopianí) und ihre Sprache als Skopianisch (griech. Σκοπιανικά/Skopianiká).
Der Antrag Mazedoniens auf Mitgliedschaft in der Europäischen Union (22. März 2004) eröffnete eine neue Gelegenheit für die Beilegung dieses letzten offenen Problems zwischen den beiden Nachbarn. Auf der Sitzung des Stabilisierungs- und Assoziationsrates der EU mit Mazedonien (14. September 2004, Brüssel) stellte die EU fest, dass die Namensdifferenzen noch existierten, und rief dazu auf, eine für beide Seiten akzeptable Lösung zu finden.
Erneuten Zündstoff erhielt der Streit, als im Dezember 2006 die mazedonische Regierung bekanntgab, den Flughafen von Skopje nach Alexander dem Großen zu benennen, was den Protest der damaligen griechischen Außenministerin Dora Bakoyannis hervorrief.
Am 6. Juni 2008 weigerten sich die griechischen Behörden, eine Landegenehmigung für das Flugzeug des mazedonischen Präsidenten zu erteilen, der an einem Südosteuropa-Gipfel teilnehmen sollte, da dieses die Aufschrift „Republik Mazedonien“ und nicht „F.Y.R.O.M.“ trug.
Am 5. Dezember 2011 urteilte der Internationale Gerichtshof (IGH), dass Griechenland mit seinem Veto gegen einen mazedonischen NATO-Beitritt gegen das Abkommen von 1995 verstoßen habe. In dem Abkommen verzichtete Griechenland auf ein Veto gegen Mazedoniens Beitritt zu internationalen Organisationen unter einem provisorischen Namen.
Im Sommer 2014 besuchte eine Gruppe um den stellvertretenden Parlamentspräsidenten und ehemaligen Außenminister Mazedoniens Antonio Milošoski Griechenland und bestieg dort den höchsten Berg der Region Makedonien, den Olymp. Auf dem Gipfel entfaltete Milošoski die 19 Jahre zuvor nach einer Vereinbarung mit Griechenland abgeschaffte Flagge seines Landes mit dem Stern von Vergina und ließ sich damit fotografieren. In den mazedonischen Medien erklärte er, er habe den Olymp „erobert“.

## Position Griechenlands

Karte Makedoniens zur Zeit Philipps II. (dunkelorange)

Griechenland argumentierte, Makedonien (griechisch Μακεδονία, Makedonía) sei ein Name griechischen Ursprungs, der bereits für die nördliche griechische Region Makedonien und die historische Region Makedonien verwendet werde. Slawische Stämme seien in der Balkanregion aber erst im frühen Mittelalter (ab dem 6. Jahrhundert n. Chr.) erschienen – und die Bewohner der ehemaligen jugoslawischen Teilrepublik Mazedonien seien Slawen. Außerdem umfasse das Staatsgebiet der ehemaligen jugoslawischen Teilrepublik größtenteils ein Gebiet, das nicht zum ursprünglichen historischen Gebiet Makedoniens zähle. In der Antike habe man dieses Gebiet, in dem heute auch die Hauptstadt Skopje liegt, Paionien genannt. Die Verwendung des Namens Mazedonien stelle somit eine Usurpation fremder Geschichte und Kultur dar. Dies geschehe aus politischen Gründen, um sich von den benachbarten Bulgaren abzugrenzen und ein identitätsstiftendes Nationalgefühl begründen zu können, das die Grundlage für die Existenz des neuen Staates sein solle (vgl. Nationenbildung und Herkunftssage). Zudem handele es sich bei der ehemaligen jugoslawischen Teilrepublik um einen Vielvölkerstaat (unter anderem 25 % Albaner, 4 % Türken, 3 % Roma, 2 % Serben), dessen territoriale Einheit es sicherzustellen gelte. Ein weiterer Grund für die historisch nicht haltbare Bezugnahme auf die antiken Makedonier und ihren Staat liege im Anspruch auf eine politische Vorrangstellung der slawischstämmigen Bevölkerungsgruppe gegenüber den anderen Volksgruppen, die so historisch begründet werden solle.

Besetzung Griechenlands 1941–1944:

Die slawischen Bewohner dieser Region hätten sich selbst in den vergangenen Jahrhunderten immer als Bulgaren bezeichnet. Dies habe sich erst mit der Verordnung Titos geändert, der der südlichsten Region Jugoslawiens, der ehemaligen Vardar-Banschaft, den offiziellen Namen Vardar-Mazedonien verlieh. Damit hätten bulgarische Gebietsansprüche auf Südjugoslawien abgewehrt und zugleich jugoslawische Gebietsansprüche gegen Nordgriechenland gestützt werden sollen. Zu diesem Zweck hätten die Bewohner der südlichsten Provinz Jugoslawiens eine neue nationale Orientierung erhalten sollen. Die Sprache der slawischen Bevölkerungsmehrheit, wesentliche Grundlage eines Volkes, sei als eigenständige Sprache anerkannt worden. Jedoch sei sie ein westbulgarischer Dialekt, welcher dem Bulgarischen äußerst nahe stehe, aber in Mazedonisch umbenannt worden sei. Es habe eine groß angelegte Geschichtsfälschung begonnen, die in den Schulen unterrichtet wurde, mit der Folge, dass die heutigen slawischstämmigen Bewohner ein falsches Bild von ihrer Geschichte hätten.
Griechenland sperrte sich auch gegen den Namen Republik Mazedonien, weil es mazedonische Gebietsansprüche gegen die gleichnamige nordgriechische Region Makedonien befürchtete – eine Angst, die damit begründet wurde, dass die ebenfalls slawischstämmigen Bulgaren von 1941 bis 1944 unter dem Schutz des damals faschistischen Deutschen Reiches Ostmakedonien besetzt hätten. Zwar hätte Griechenland militärisch von Mazedonien nichts zu befürchten gehabt, durch propagandistische Beeinflussung der Bevölkerung Griechisch-Makedoniens und durch mögliche gemeinsame Interessen zwischen Mazedonien und der Türkei hätte dessen Politik aber durchaus eine Gefahr darstellen können.
Da sich die griechischen Makedonier seit dem Altertum, und damit bereits vor den Slawen, als Makedonier bezeichnet hätten, könne dieser Name jetzt nicht plötzlich von einer neu geschaffenen Nation verwendet werden, noch dazu ohne jede historische, ethnische oder sprachliche Grundlage.
Von griechischer Seite wurde eingeräumt, dass man nicht gegen die Existenz des neuen Staates sei, sondern nur gegen den Namen, den dieser für sich und seine Einwohner beanspruche. Griechenland sei im Grunde an guten nachbarschaftlichen Beziehungen interessiert und bereit, den jungen Staat politisch und wirtschaftlich zu unterstützen.

## Argumente der Republik Mazedonien

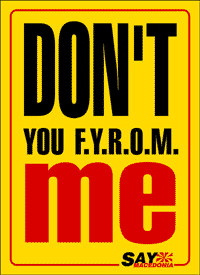
„FYROM mich nicht, sag Mazedonien“. (Plakatmotiv einer Kampagne des mazedonischen Staats, FYROM = Former Yugoslav Republic of Macedonia)

Die Bezeichnung Skopje für die Republik Mazedonien wurde von den slawischen Mazedoniern als herabwürdigend empfunden. Auch die Bezeichnung Fyromer (oder FYROM für ihr Land) hielten sie für äußerst unangemessen.
Makedonien sei seit alters her der Name der historischen Region, in der die Republik Mazedonien liegt, so dass die Benutzung dieses Namens für den auf diesem Gebiet liegenden Staat nahegelegen habe. Eine Verwechslungsgefahr habe nicht bestanden, da die Republik Mazedonien der einzige Staat mit diesem Namen sei. Aus der Namensübereinstimmung mit den griechischen Regionen Westmakedonien, Zentralmakedonien und Ostmakedonien und Thrakien ließen sich ebenso wenig Gebietsansprüche ableiten wie etwa aus derjenigen zwischen dem Großherzogtum Luxemburg und der belgischen Provinz Luxemburg.

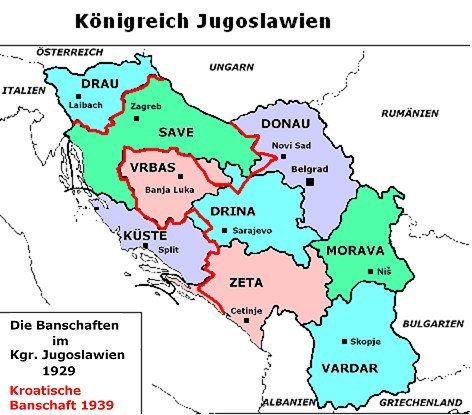
Jugoslawische Banschaften 1929–1941

Die Mazedonier hätten nicht erst unter Tito ein mazedonisches Nationalgefühl entwickelt, sondern spätestens seit dem Ilinden-Aufstand von 1903. Der Name Makedonija für dieses von Slawen bewohnte Gebiet sei bereits mindestens seit dem 19. Jahrhundert üblich (beispielsweise bei Vuk Karadžić 1836/49 in der Form „Maćedonija“). Der von griechischer Seite gern herangezogene Name Vardar-Banschaft stehe im Kontext des zentralistischen Ersten Jugoslawiens, dessen Verwaltungseinheiten durch ihre Grenzen und Namen bewusst die bestehenden nationalen Unterschiede verdecken sollten, so dass auch so traditionelle Regionen wie Dalmatien („Banschaft Küste“), Kroatien-Slawonien („Banschaft Save“), Vojvodina („Banschaft Donau“) oder Krain („Banschaft Drau“, heute Slowenien) nicht unter ihrem angestammten Namen geführt worden seien.
Bisweilen beanspruchen die slawischen ebenso wie die griechischen Makedonier eine Verwandtschaft mit den antiken Makedonen, mit der Begründung, dass diese sich allmählich mit den Slawen seit deren Ankunft auf dem Balkan im 6. Jahrhundert vermengt hätten. Diese These ist jedoch auch unter slawischen Mazedoniern heftig umstritten und vermutlich kaum überprüfbar.
Mazedonien habe freundschaftliche Beziehungen zu seinen Nachbarländern, fühlte sich aber seit der Unabhängigkeit 1991 zu Unrecht in den Namensstreit mit Griechenland verwickelt.

## Standpunkt anderer Staaten und Organisationen
Mazedonien wurde von drei der fünf ständigen Mitglieder des UN-Sicherheitsrates (USA, Russland und China) unter dem Namen Republik Mazedonien ohne das Kürzel „FY“ anerkannt. Die beiden anderen ständigen Mitglieder Frankreich und das Vereinigte Königreich, die ebenso wie Griechenland EU-Mitglieder waren, verweigerten dies jedoch. Auch hatte der überwiegende Teil der Staatengemeinschaft das Land unter seinem verfassungsmäßigen Namen anerkannt. Dies galt allerdings nur für bilaterale Beziehungen zwischen der Republik Mazedonien und dem jeweiligen Land.
Der UN-Sicherheitsrat empfahl am 7. April 1993 die Aufnahme Mazedoniens in die UNO und stellte dabei die Existenz des Namensstreites fest. Die Generalversammlung nahm Mazedonien daraufhin am 8. April 1993, der Empfehlung des Sicherheitsrates folgend, unter dem provisorischen Namen The former Yugoslav Republic of Macedonia (Die ehemalige jugoslawische Republik Mazedonien) in die Staatengemeinschaft auf. Auch die Bundesrepublik Deutschland verwendete im offiziellen Rahmen den bei den Vereinten Nationen üblichen Namen.
Nach der Aufnahme Mazedoniens in die UNO hatten auch andere internationale Organisationen diese Namenskonvention übernommen, darunter die EU, die NATO, das Internationale Olympische Komitee, die Europäische Rundfunkunion, der IWF und die Europäische Bank für Wiederaufbau und Entwicklung.
Die meisten Diplomaten, die in Mazedonien akkreditiert waren, benutzten in offiziellen internationalen Dokumenten die provisorische Bezeichnung Ehemalige jugoslawische Republik Mazedonien oder Mazedonien (ehemalige jugoslawische Republik), so beispielsweise die Vertreter Deutschlands, Österreichs, der Schweiz, Italiens, Spaniens, Finnlands, Portugals, Frankreichs, Luxemburgs, der Niederlande, Australiens, Brasiliens, Argentiniens, Ägyptens und andere. In Deutschland wurde von offizieller Seite teilweise auch die Abkürzung EJR Mazedonien verwendet.
Andererseits hatten über 106 Länder Mazedonien unter dem Namen Republik Mazedonien für den bilateralen Verkehr anerkannt. Dazu gehörten die USA (2004), Russland, die Volksrepublik China, die Nachbarländer Bulgarien (das Mazedonien 1992 als erster Staat überhaupt anerkannte), Albanien, Kosovo und Serbien, Kroatien, Slowenien, Bosnien-Herzegowina, die Türkei, die Ukraine, Belarus, Estland, Litauen, Iran, Pakistan, die Philippinen, Malaysia und andere. Auch die Außenministerien Deutschlands, Österreichs und der Schweiz nannten die Republik Mazedonien bei diesem Namen. Kanada hatte im Spätsommer 2007 Mazedonien unter dem Namen Republik Mazedonien anerkannt.
Ende 2007 begannen Gespräche zur Lösung des Namensstreits, in dem beide Seiten auf ihren Forderungen beharrten.
In Bukarest fand vom 2. bis 4. April 2008 ein NATO-Gipfel statt, bei dem über die Aufnahme von fünf Staaten (Albanien, Georgien, Kroatien, Mazedonien und Ukraine) entschieden werden sollte. Der ungelöste Namensstreit und das daraus resultierende Veto Griechenlands verhinderten den Beitritt Mazedoniens. Ebenso wie im Falle Georgiens und der Ukraine wurde die Entscheidung verschoben.
Am 17. November 2008 reichte Mazedonien beim Internationalen Gerichtshof eine Klage gegen Griechenland wegen Verstoßes gegen das vorläufige Übereinkommen (Interimsabkommen) vom 13. September 1995 ein. Das Gericht entschied am 5. Dezember 2011 zugunsten Mazedoniens.

### Deutsche Schreibweise
Der griechische Name Μακεδονία wird ausprachekonform seit der Antike ins Lateinische mit Macedonia und seit dem Mittelalter ins Slawische mit Македония (bulgarisch, russisch) oder Македонија (serbisch, mazedonisch) transkribiert. Wegen der modernen Aussprache des deutschen c als z wurde jedoch im Rahmen der II. Orthographischen Konferenz 1901 schließlich die Schreibweise Mazedonien empfohlen. Gleichzeitig wird die ebenfalls aussprachekonforme Schreibweise Makedonien verwendet. Seitdem existieren die beiden Schreibweisen Mazedonien und Makedonien mit ihren jeweiligen Aussprachen nebeneinander, allerdings ausschließlich in der deutschen Sprache. Während in allen betreffenden Sprachen der Region die Aussprache des κ erhalten bleibt, bildet sich interessanterweise in der deutschen Sprachgewohnheit das k/z als Unterscheidungsmerkmal heraus. Die Originalaussprache des κ wird zunehmend für das in Griechenland liegende Makedonien verwendet, während das eingedeutschte z dem heutigen Nordmazedonien (Severna Makedonija) zugeordnet wird.

## Streit und Lösung

### Ausgangslage
Lange Zeit waren Namen, in denen mazedon- enthalten ist, für Griechenland inakzeptabel, während für Mazedonien nur diese akzeptabel waren.
Im Oktober 2004 beschlossen Griechenland und die Republik Mazedonien, ihre Beziehungen zu normalisieren und die Verhandlungen über den Namen des Landes zu intensivieren. Der Staatsname war jedoch nach wie vor Quelle für lokale und internationale Unstimmigkeiten, die Verwendung des Namens war weiterhin umstritten.
Aufgrund des anhaltenden Widerstandes von griechischer Seite war Mazedonien gezwungen, im internationalen Verkehr den Zusatz former Yugoslav Republic (FYR) (ehemalige jugoslawische Republik) zu verwenden.

### Vorschläge des UN-Sonderbeauftragten
Matthew Nimetz, der UN-Sonderbeauftragte für Mazedonien, hatte für offizielle Zwecke den unübersetzten Namen Republika Makedonija-Skopje (Република Македонија-Скопје) vorgeschlagen. Griechenland hatte diesen Vorschlag abgelehnt, ihn aber als eine Grundlage für weitere konstruktive Verhandlungen bezeichnet. Der mazedonische Premierminister Vlado Bučkovski lehnte den Vorschlag ab und unterbreitete den Gegenvorschlag einer Doppelbenennung, wobei die internationale Gemeinschaft Republik Mazedonien verwendet, Griechenland und weitere Länder hingegen Ehemalige Jugoslawische Republik Mazedonien.
Im Oktober 2005 machte Nimetz einen neuen Vorschlag: Demnach sollten die Länder, die die Republik Mazedonien unter diesem Namen anerkannt haben, diesen weiterhin benutzen, während Griechenland den Namen Republik Mazedonien-Skopje verwenden solle. In internationalen Organisationen solle der unübersetzte, lateinisch transkribierte Name Republika Makedonija verwendet werden.
Eine internationale Schiedskommission sollte den Landesnamenstreit schlichten. Griechenland favorisierte zwar weiterhin Republik Skopje oder Dardanien, deutete aber auch an, Vardar-Mazedonien oder Obermazedonien als Diskussionsgrundlage akzeptieren zu können, in denen Mazedonien deutlich als rein geographische Bezeichnung zu erkennen ist. Im Jahr 2010 erklärte der griechische Vizeaußenminister Dimitris Droutsas, dass sein Land keine Einwände gegen den Namen Nord-Mazedonien für seinen nördlichen Nachbarn habe.
Im Juni 2010 berichteten mazedonische Medien, dass die mazedonische Regierung die Bezeichnung Vardar-Mazedonien oder Mazedonien (Vardar) akzeptieren wolle. Unklar blieb allerdings, ob dies nur gegenüber anderen Staaten oder auch innerhalb des Landes gelten solle. Im Februar 2011 wiederum kündigte die mazedonische Regierung in einem Brief an den UN-Generalsekretär Ban Ki-moon an, zu einer Namensänderung in Republik Mazedonien (Skopje) bereit zu sein, allerdings nur nach einem vorherigen Referendum.
Im März 2011 sprach sich der ehemalige mazedonische Ministerpräsident und Ehrenvorsitzende der Partei VMRO-NP, Ljubčo Georgievski für einen Kompromiss im Rahmen der von Nimetz vorgeschlagenen Beispiele mit Griechenland aus. Im Januar 2013 berichtete die bulgarische Nachrichtenagentur Fokus, gestützt auf einen Artikel der Zeitung Nova Makedonija aus Skopje, der UN-Sonderbeauftragte Matthew Nimetz habe zwei neue Namen vorgeschlagen: Republik von Nordmazedonien und Republik Vardar (Republika Vardarska).

### Verhandlungen der Regierungen Tsipras und Zaev
Am 19. Januar 2018 fanden am Sitz der Vereinten Nationen erstmals nach einigen Jahren wieder offizielle Gespräche zwischen Griechenland und der Republik Mazedonien zur Überwindung des Namensstreits statt. Einen Tag zuvor hatte der UN-Sonderbeauftragte Matthew Nimetz fünf Namensvorschläge für die Republik Mazedonien vorgebracht: Republika Nova Makedonija (Republik Neu-Mazedonien), Republika Severna Makedonija (Republik Nord-Mazedonien), Republika Gorna Makedonija (Republik Ober-Mazedonien), Republika Vardarska Makedonija (Republik Vardar-Mazedonien) und Republika Makedonija (Skopje). Diese Vorschläge sollten nun die Basis für eine Einigung zwischen den beiden Ländern bilden.
Der griechische Ministerpräsident Tsipras sagte, es sei „logisch“, dass der Name Mazedonien um eine geografische oder zeitliche Definition (wie Nord- oder Neu-Mazedonien) ergänzt werden und also grundsätzlich verwendet werden könne. Daraufhin demonstrierten am 21. Januar 2018 nach Polizeiangaben 90.000 und nach Teilnehmerangaben 300.000 Menschen in Thessaloniki gegen einen sich abzeichnenden Kompromiss. Sie lehnten jegliche Verwendung des Wortes „Mazedonien“ im neuen Staatsnamen des Nachbarlandes ab. Aufgerufen zu der Demonstration hatten nationalistische und rechtsextreme Gruppen. Am 4. Februar 2018 kam es in Athen zu einer ähnlichen Demonstration, an der nach Polizeiangaben 140.000 Menschen aus allen Teilen des Landes teilnahmen. Die Veranstalter sprachen von einer Million Demonstranten, griechische Journalisten von ca. 300.000. Damit handelte es sich um die größte Demonstration in Griechenland seit Jahren.
Im Mai 2018 wurde mit Ilindenska Makedonija (Ilinden-Mazedonien) ein möglicher Kompromiss angedeutet.
Insgesamt gab es folgende Vorschläge für den neuen Namen der ehemaligen jugoslawischen Republik Mazedonien:
- Republik Skopje – nach der Hauptstadt Skopje
- Vardarska Republika (Vardar-Republik), Republika Vardarska (Republik Vardar) – bezogen auf Mazedoniens wichtigsten und einzigen schiffbaren Fluss und angelehnt an die Verwaltungseinheit Vardarska banovina des Königreiches Jugoslawien
- Dardanien – bezogen auf das nördliche Nachbarvolk der antiken Makedonen, die Dardaner, die auch in der Region um Skopje siedelten (die jedoch ihrerseits von Kosovo-Albanern als Vorfahren reklamiert werden)
- Paionien – nach einem weiteren antiken Volk aus dieser Region, den Päoniern
- Südslawien – wodurch der Name Jugoslawiens wieder aufgegriffen würde
- Zentralbalkanische Republik
- Republik Mazedonien-Skopje
- Slawische Republik Mazedonien
- Slawomazedonien
- Neumazedonien
- Obermazedonien
- Nordmazedonien: Republik des Nördlichen Mazedonien, Republik Nord-Mazedonien, Republik Nordmazedonien, Republik von Nordmazedonien
- Mazedonoslawien
- Demokratische Republik Mazedonien
- Republik Mazedonien (Skopje)
- Ilinden-Mazedonien

### Abkommen von Prespa

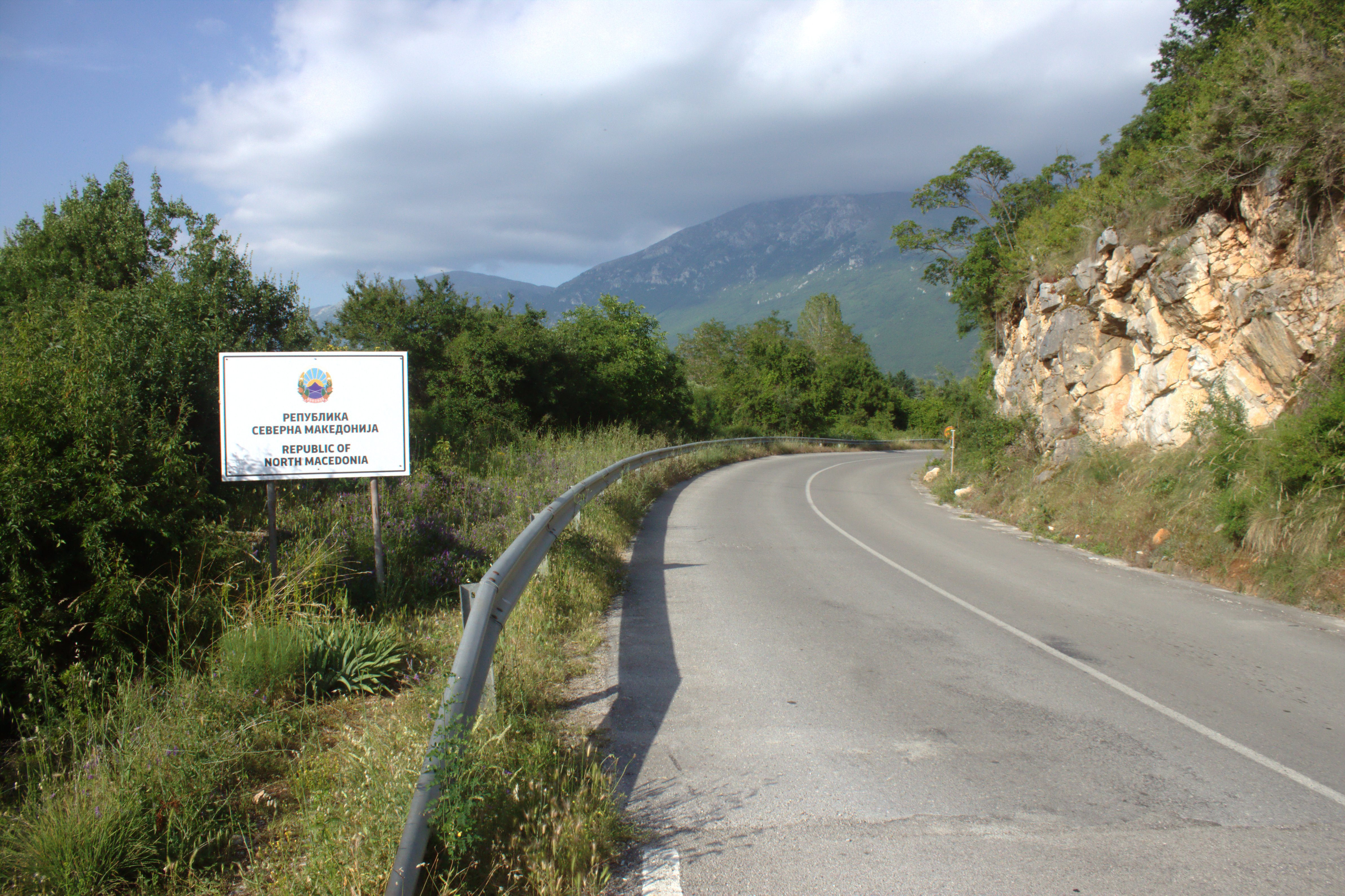
Neue Begrüßungstafel der Republik Nordmazedonien

Im Juni 2018 verkündeten Griechenlands Ministerpräsident Alexis Tsipras und Mazedoniens Ministerpräsident Zoran Zaev, dass der Staatsname Mazedonien mit einer zusätzlichen geografischen Bezeichnung versehen werde und man sich auf Република Северна Македонија/Republika Severna Makedonija (deutsch Republik Nord-Mazedonien bzw.  Republik Nordmazedonien) geeinigt habe. Am 11. Januar 2019 stimmte das mazedonische Parlament für das Abkommen.
Mit einer Zweidrittelmehrheit im Parlament stimmten die Abgeordneten der Regierungsmehrheit unter Ministerpräsident Zoran Zaev (SDSM) am 19. Oktober 2018 für eine Verfassungsänderung und die Änderung des Staatsnamens in Nordmazedonien. Am 30. September 2018 scheiterte zunächst das für das Parlament nicht bindende Verfassungsreferendum nach der Vereinbarung mit Griechenland zur Änderung des Staatsnamens von der international offiziell anerkannten Bezeichnung Ehemalige jugoslawische Republik Mazedonien in Republik Nordmazedonien sowie über den Beitritt zur Europäischen Union (EU) und zum NATO-Militärbündnis trotz massiver Werbung durch westliche Politiker aufgrund einer zu geringen Wahlbeteiligung.
Am 11. Januar 2019 beschloss das mazedonische Parlament in Skopje die Namensänderung in Nordmazedonien. Am 25. Januar 2019 stimmte auch das griechische Parlament dem Abkommen zur Umbenennung Mazedoniens zu. Von insgesamt 300 Abgeordneten im Parlament votierten 153 für das Abkommen und 146 dagegen; es gab eine Enthaltung. Am 12. Februar 2019 trat die Namensänderung in Kraft.
Die Beilegung des Namensstreits ermöglichte den Beitritt Nordmazedoniens zur NATO. Die NATO unterzeichnete am 6. Februar 2019 das Protokoll zur Aufnahme Nordmazedoniens. Die Mitgliedschaft des Landes trat am 27. März 2020 in Kraft.
Nach Beilegung des Streits mit Griechenland und der Änderung des Staatsnamens verlangte Bulgarien von Nordmazedonien eine Stellungnahme gegenüber der internationalen Gemeinschaft, dass sich die Bezeichnung nur auf jenen Teil der geographischen Region beziehe, der von der ehemaligen jugoslawischen Republik eingenommen wird und nicht auch auf Teile Bulgariens. Erst nachdem diese Stellungnahme gegenüber der NATO erfolgte, unterstützte Bulgarien den Beitritt. Die ebenfalls geforderte Stellungnahme gegenüber der UNO wird von Bulgarien als einer der Gründe für das Veto gegen den Start der Beitrittsverhandlungen mit der EU angeführt. Sie erfolgte erst im Januar 2022, kurz nach dem Antritt der Regierung von Dimitar Kovačevski.